# Хирамацу, Дзюнко
Дзюнко Хирамацу (яп. 平松純子 Хирамацу Дзюнко, урожд. Уэно (яп. 上野), род. 1 ноября 1942 года) — японская фигуристка, выступавшая в женском одиночном разряде. Пятикратная чемпионка Японии по фигурному катанию. Она представляла Японию на Зимних Олимпийских играх 1960 и 1964 года. В настоящее время работает судьей и техническом контролёром ИСУ, преподаёт в университете, входит в руководство Олимпийского комитета Японии. Она приносила Олимпийскую клятву от имени судей на Олимпиаде 1998 года в Нагано.